# Елизабет от Бранденбург (1206 – 1231)
Елизабет Бранденбургска (на немски: Elisabeth von Brandenburg, * 1206/1210, † лятото 1231) от род Аскани е маркграфиня от Маркграфство Бранденбург и чрез женитба ландграфиня на Тюрингия.
Тя е дъщеря на маркграф Албрехт II от Бранденбург (1150–1220), маркграф на Бранденбург, Матилда от Гройч (1185–1225), дъщеря на граф Конрад II на Лужица от род Ветини, и полската херцогска дъщеря Елизабет от род Пясти.
Елизабет от Бранденбург се омъжва през 1228 г. Хайнрих Распе IV (1204–1247) от фамилията Лудовинги, ландграф на Тюрингия. Тя е първата му съпруга. Бракът остава бездетен. Елизабет умира след три години на ок. 25 години.